# Clarisa (telenovela)
Clarisa es una telenovela mexicana realizada por la cadena Televisa en 1993, de la mano de Juan Osorio. Fue protagonizada por Gabriela Roel y Manuel Landeta y con las participaciones antagónicas de Laura Flores y Rafael Rojas.

## Argumento
En los años 30, en una gran hacienda conocida como Los Arrayanes vive don Guillermo González León junto a sus dos bellas hijas. La mayor es Elide, una mujer frívola, pasional y ambiciosa; mientras que la menor, Clarisa, es alegre, dulce y sensible. Elide es una mujer amargada, pues siempre ha sentido que su padre prefiere a Clarisa, por lo que le tiene un profundo odio a su hermana. Esta última está internada en un colegio para señoritas, lo que la priva de su gran espíritu de libertad y sus grandes deseos de conocer el mundo. Clarisa quiere profundamente a su padre y éste a ella, por lo que don Guillermo sufre por su distanciamiento y por el odio que siente su hija mayor hacia la menor.
Como don Guillermo está muy enfermo, Elide aprovecha la situación y mata a su padre. Ahora, sin nadie en su camino Elide está dispuesta a apoderarse de la hacienda y de la fortuna de su padre, además de manejar a Clarisa a su antojo. Pero su objetivo se ve truncado cuando Clarisa conoce y se enamora de Rolando Garza, un apostador local. Se casan en secreto pese a la oposición de Elide, quien planeaba unir a su hermana en matrimonio con Danilo, un joven acomodado y ambicioso del lugar. Dispuesta a anular el matrimonio de cualquier manera, Elide se dispone a pagar a un sicario para que maten a Rolando, pero finalmente decide asesinar ella misma al joven.
Elide está casada con Gastón, un hombre que la adora pero ella lo trata con desprecio y lo humilla constantemente. Sin embargo un día Gastón descubre que su esposa lo engaña con Efraín, el capataz de Los Arrayanes. Él le pide el divorcio, pero Elide lo mata para evitar el escándalo en el pueblo. Al mismo tiempo, cuando descubre que Clarisa está embarazada de Rolando Elide aprovecha para decirles a los padres de Gastón que está embarazada, ya que planea hacer pasar al futuro bebé de su hermana como suyo.
Clarisa da a luz una niña. Elide le miente a su hermana y le hace creer que su hija ha muerto, pero en realidad la ha escondido. Entristecida por las muertes de Rolando y su hija, Clarisa decide marcharse de la hacienda y vagar de un pueblo a otro sin rumbo fijo. En uno de sus viajes conoce a un hombre idéntico a Rolando, el Dr. Roberto Arellano, quien resulta ser su hermano gemelo y una nueva esperanza para Clarisa, pues le ayudará a conseguir las pruebas necesarias para demostrar que la hija de Elide es realmente suya.

## Elenco
- Gabriela Roel - Clarisa González León
- Manuel Landeta - Dr. Roberto Arellano / Rolando Garza
- Laura Flores - Elide González León
- Ariel López Padilla - Gastón Sanabria
- Rolando de Castro Sr. - Don Guillermo González León
- David Reynoso - Don Jaime Sanabria
- Regina Torné - Doña Beatriz de Sanabria
- Rafael Rojas - Darío Sanabria
- Raúl Buenfil - Dr. Javier
- Aarón Hernán - Dr. Héctor Brenes
- Dolores Beristáin - Dolores de Brenes
- Germán Robles - Eleuterio Cardona
- Leticia Perdigón - Aurelia Sanabria
- Ramiro Orci - Santiago
- Alicia Montoya - Casilda
- Carmelita González - Sofía
- Claudia Guzmán - Rosita
- Toño Infante - Efraín
- Luis Rizo - Lic. Fernando Trueba
- Guadalupe Deneken - Ofelia
- Blas García - Balmaseda
- Guillermo de Alvarado "Condorito" -
- Luis Carlos Navarro - Genaro Martínez
- Marisol Centeno - Itzel
- Guillermo Rivas - Padre Graciano
- Luis Aguilar - Neto
- Tere Mondragón - Maestra Josefina
- Miriam Calderón - Adriana
- Ana Bertha Espín- Rosaura
- Maty Huitrón - Señora Martín
- Isabel Andrade - Lilia Marcelo Benavides
- Rigoberto Carmona - Lorenzo
- Alicia del Lago - Emma
- Esteban Franco - Juan de Dios
- Claudia Marín - Claudia
- Alejandra Murga
- Guadalupe Bolaños - Ana
- Polo Salazar - Licenciado Barragán
- Luis Couturier
- Dunia Zaldívar - Pura Alcántara
- Ramón Menéndez - Indalecio Gómez
- Maritza Aldaba - Erendira
- Maricarmen Vela - Yolanda
- Consuelo Duval - Leonora
- Ricardo Carrión
- Alejandro Ciangherotti III
- Miguel Ángel Fuentes- Hilario
- Anthony Álvarez - Eliseo
- Melba Luna - Doña Candida
- Palmira Santz
- Luis Miranda - Cruz
- Queta Carrasco - Maclovia
- Raúl Valerio - Padre Domingo
- Ada Carrasco

## Equipo de producción
- Historia original de: Ramón Obón, Lupita Obón, Pilar Obón, María Teresa García
- Edición literaria: Dinorah Issak
- Tema de entrada: Clarisa
- Autor: Jorge Eduardo Murguía
- Tema de salida: Clarisa
- Autor: Guillermo Méndez Guiú
- Intérprete: Alejandro Ibarra
- Arreglos musicales: Jorge Eduardo Murguía, Ricardo Murguía, Carlos Murguía
- Diseño de vestuario: Luz Adriana Llamas, Laura Elena Simonin
- Escenografía y ambientación: José Luis Gómez Alegría, Gerardo Hernández
- Editor: Daniel Noceda
- Coordinador de producción: Marco Antonio Cano
- Jefe de producción en locación: Cuitláhuac Morales
- Jefe de producción en foro: Pablo Noceda Pérez
- Gerente de producción: Ximena Ruiz Rosas
- Dirección adjunta de escena y cámara: Aurelio Ávila, Edgar Cárdenas
- Dirección y realización: Antulio Jiménez Pons
- Productor: Juan Osorio

## Premios y nominaciones

### Premios TVyNovelas 1994
| Categoría     | Nominada     | Resultado |
| ------------- | ------------ | --------- |
| Mejor villana | Laura Flores | Nominada  |

### Premios ACE 1995
| Categoría    | Nominada     | Resultado |
| ------------ | ------------ | --------- |
| Mejor actriz | Regina Torné | Ganadora  |